# 大多羅寄宮

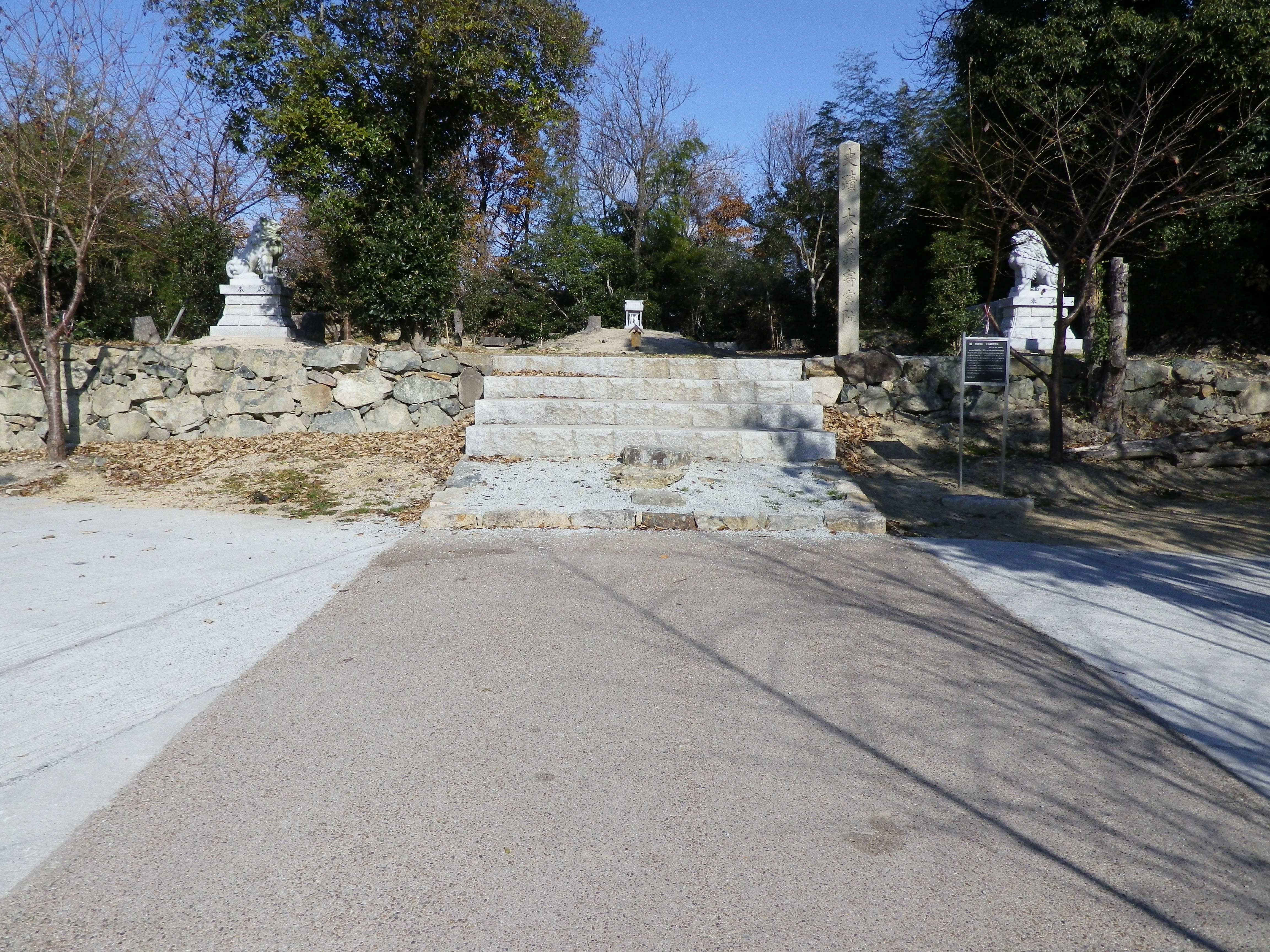
大多羅寄宮跡

大多羅寄宮（おおだらよせみや）は、岡山県岡山市東区大多羅町にあった神社。跡地は「大多羅寄宮跡」として国の史跡に指定されている。

## 概要
江戸時代の寛文6年（1666年）に、当時の岡山藩主・池田光政は藩の領地である備前国内の産土神601社全ての由緒を調査させ、領地内にあった祠や社10524社を廃して、71社の寄宮（複数の神社を合祀した神社）として再編した。
さらに正徳3年（1713年）、岡山藩主・池田綱政は上東郡大多羅村の芥子山南西中腹にあった句句廼馳神社（くくのちじんじゃ）の境内を広げ、71社の寄せ宮の内の66社を境内に合祀し社殿を建て、大多羅寄宮とした。岡山藩は大多羅寄宮に毎年社殿の修理費と神供料を支給していた。
明治になり廃藩置県によって岡山藩の社殿運営費用が途絶えたため、明治8年（1875年）に大多羅寄宮は句句廼馳神社とともに芥子山南西麓にある布勢神社に合祀され、現在に至っている。なお、旧境内地には石垣・石段・社殿跡などが現存している。
昭和2年（1927年）4月8日には、跡地が国の史跡に指定された。

## 最寄りの交通機関
- JR西日本赤穂線 大多羅駅